# Cedi
Cedi – jednostka monetarna Ghany od 1965 r. 1 cedi = 100 pesewa.
W obiegu znajdują się:
- monety o nominałach 1, 5, 10, 20, 50 pesewa, 1 i 2 cedi
- banknoty o nominałach 1, 2, 5, 10, 20, 50, 100, 200 cedi